# Kutsenits

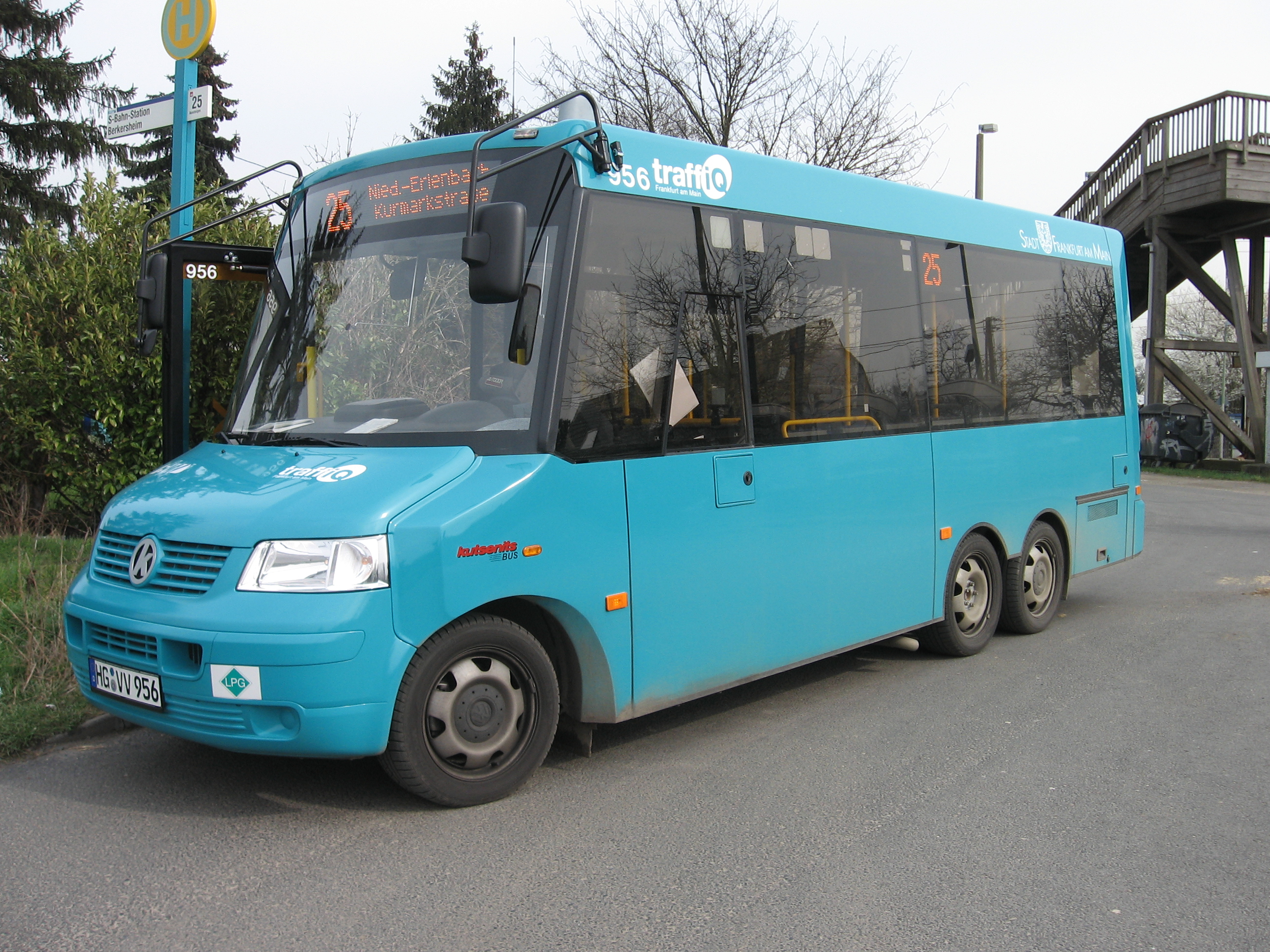
Ein Kutsenits City IV in Frankfurt am Main

Kutsenits ist ein 1948 gegründeter Bus-Aufbauhersteller mit Sitz im burgenländischen Hornstein in Österreich.

## Produkte
Kutsenits ist hauptsächlich für seine Kleinbusse bekannt, die auf Basis von passenden Transporter-/Lieferwagen-Chassis (z. B. VW T4/VW T5 oder Mercedes-Benz Sprinter) hergestellt werden. Kleinbusse von Kutsenits kommen unter anderem im Stadtbusverkehr der Stadt Frankfurt am Main zum Einsatz. Kutsenits bietet aber auch Umbauten von Überland- und Reisebussen an.
Die Fahrzeuge von Kutsenits werden im Kutsenits-Werk im slowenischen Murska Sobota gebaut.